# Fotopolímero

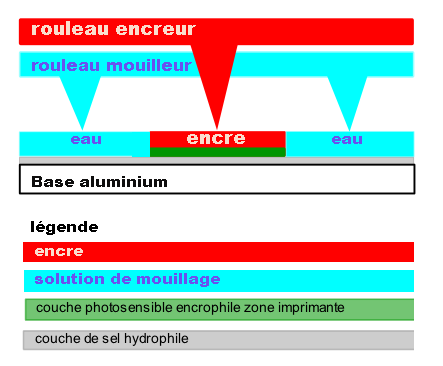
Placa offset utilizando un fotopolímero (verde)

Un fotopolímero es una sustancia sintética que sufre un cambio en sus propiedades (polimerización, reticulación o despolimerización) por acción de la luz, generalmente ultravioleta, formando una diferenciación física entre las partes expuestas y no expuestas.
Los fotopolímeros se utilizan para la fabricación de formas de impresión, para prototipado rápido, en la fabricación de circuitos impresos, en la producción de estampillas (sellos), en estereolitografía para la impresión 3D, para Prótesis dentales en odontología así como en otras áreas.

## Proceso
El proceso de fabricación placas mediante fotopolímeros :
- Los fotopolímeros polímero como monómeros, son de bajo peso molecular, suelen distribuirse en estado líquido, y hay que aplicarlos sobre la placa (p.e.:por centrifugación)

- Se somete la placa a una exposición con luz activa en una insoladora con una longitud de onda de alrededor de 365 nm (lámpara de mercurio, lámpara de yodo-cuarzo ), en las zonas expuestas a la luz los monómeros se polimerizan, pasando a estado sólido;
- Después de la exposición las porciones no polimerizadas por la luz son lavadas con un disolvente adecuado, las porciones expuestas (polimerizadas) no se disuelven con esos disolventes;
- Se aplica una etapa final de secado para producir el producto acabado.

A veces, para dar mayor resistencia al producto después del secado, se somete a una nueva polimerización por radiación, aumentando así el grado de polimerización y, en consecuencia, la durabilidad y resistencia a los disolventes.